# العمل والعدالة الاجتماعية - الخيار البديل
حزب العمل والعدالة الاجتماعية-الخيار البديل (بالألمانية: Arbeit & soziale Gerechtigkeit – Die Wahlalternative (WASG)) والذي كان يُطلق عليه اختصاراً فاسْغْ WASG، كان حزبًا سياسيًّا ألمانيًّا ذا توجه يساري، تكون في بداية المطاف من أعضاء من الحزب الديمقراطي الاجتماعي (إس.بي.دي SPD) والنقابيين المعارضين للحكومة، حيث تشكل بداية كاتحاد مسجَّل أُسمِي بـ «الخيار البديل للعمل والعدالة الاجتماعية»، ومن ثم تم تأسيسه في 22 يناير 2005 كحزب سياسي. كان الحزب يمثل بشكل أساسي وجهات النظر الاشتراكية-الديموقراطية والديمقراطية الاجتماعية وكذلك القريبة من النقابات، ولكنه كان أيضاً يشكل تجمع محوري سياسي للشيوعيين الأوروبيين والمجموعات اليسارية الأخرى. في 16 يونيو 2007، تم الاتفاق بشكل واسع على الدمج الرسمي لحزب فاسْغْ مع حزب الاشتراكية الديمقراطية (بي.دي. إس PDS)، والذي كان الحزب الحاكم لألمانيا الشرقية سابقاً، لتشكيل حزب اليسار. وفي 31 ديسمبر 2006 كان لدى واسغ 8944 عضواً.

## الخلفة الفكرية للحزب
اعتبر الحزب نفسه كجزء من الحركات الإجتماعية بل أيضاً كممثل برلماني لها، كما اعتُبر قريبًا من النقابات. وقد كرس أنشطته ضد التأثير المتزايد للمصالح الرأسمالية في السياسة والعلاقات الاجتماعية. المؤرخ الألماني يوخن فايش أولد وصف الحزب في وقت لاحق كـ«حزب عمَّالي معاصر».
فيما يتعلق بمسودة البرنامج الأساسي للحزب، فوفقًا لأعضاء مجلس الإدارة مثل الخبير الاقتصادي أكسل تروست، فإنها قد تأثرت إلى حد كبير بأفكار «مجموعة عمل السياسة الاقتصادية البديلة». كان البرنامج يسعى لتقوية جانب الطلب ووصف مفهوم العدالة الاجتماعية التي يرى الحزب أنها هدف مرغوب المنال، ومن ضمن ذلك العودة إلى السياسة الضريبية التي تتحدد بشكل أكبر وفقًا للقدرة الاقتصادية، وبشكل خاص المطالبة بإلغاء التخفيضات الضريبية، التي أجرتها حكومة اللونين الأحمروالأخضر (ويُقصد بها الحكومة الائتلافبة المشكلة من الحزب الديمقراطي الاجتماعي وحزب الخضر) منذ 1999، على الأرباح الرأسمالية للشركات المساهمة الكبيرة وأصحاب الدخول المرتفعة، وإعادة العمل بضريبة الممتلكات والثروات والتي ألغيت في 1997.
في إطار مجموعة عمل السياسة الاقتصادية البديلة، بحث ممثلوا النقابات عن بدائل وخيارات أخرى للسياسات الاقتصادية النيوليبرالية والسياسات الاقتصادية الموجهة من جانب العرض والتي يؤيدها عدد كبير من علماء الإقتصاد الألمان.

## البنية التنظيمية للحزب

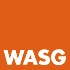
شعار واسغ في فرع الحزب بولاية شمال الراين-ويستفاليا

### هيكل العضوية داخل الحزب
يعرض حزب فاسْغْ نفسه كمنصة سياسية عريضة، جاء أعضاؤه من مجالات مختلفة، في الغالب من أحزاب يسارية ولكن أيضاً من أحزاب ديموقراطية مسيحية (مثل الحزب الديموقراطي الاجتماعي SPD، الخضر، الحزب الشيوعي الألماني DKP، وحتى من الاتحاد الديمقراطي المسيحي CDU). إلى جانب ذلك ينتمي للحزب مفكرون يساريون أعضاء نقابات وحركات اجتماعية مثل جمعية أتاك، وعلماء اقتصاد واجتماع ومؤيدي نظرية علم الاجتماع المسيحي، وشيوعيون براغماتيين وأنارخيين ومتقاعدين، وأيضا من محيط المقاطعين والمحتجين على فكرة التصويت والانتخاب. بشكل عام كانت فروع الحزب في الولايات الغربية أقوى من ناحية العضوية من مثيلاتها في الولايات الشرقية وبالأخص في فروع ولايات بافاريا وشمال الراين-وستفاليا وسارلاند.

### مجلس إدارة الحزب
يتكون مجلس إدارة الحزب من 16 شخص منهم أربعة مدراء تنفيذيين، وهم:
| الفترة                      | مدراء الحزب التنفيذيين | مدراء الحزب التنفيذيين     | مدراء الحزب التنفيذيين | مدراء الحزب التنفيذيين |
| --------------------------- | ---------------------- | -------------------------- | ---------------------- | ---------------------- |
| 8 مايو 2005 - 30 ابريل 2006 | كلاوس إرنست            | توماس هاندل (أمين الصندوق) | أكسل ترووست            | زابينه لوسينج          |
| 30 أبريل 2006-25 مارس 2007  | كلاوس إرنست            | توماس هاندل (أمين الصندوق) | أكسل ترووست            | فيليسيتاس فيك          |
| 25 مارس - 15 يونيو 2007     | كلاوس إرنست            | توماس هاندل (أمين الصندوق) | أكسل ترووست            | كريستينه بوخولتس       |

## أعضاء الحزب البارزون
- أوسكار لافونتين، عضو البوندستاغ، رئيس وزراء سارلاند السابق، وزير المالية الفيدرالي وزعيم حزب SPD
- جريجور جيسي، عضو البوندستاغ، الرئيس السابق لـ SED ، لاحقًا PDS
- أولريش ماورر، عضو البوندستاغ، الدولة السابقة وزعيم فصيل الحزب الاشتراكي الديمقراطي في بادن فورتمبيرغ
- كلاوس إرنست، عضو البوندستاغ، الممثل الأول لشركة IG Metall Schweinfurt
- فيرنر درايبوس، عضو البوندستاغ، الممثل الأول لشركة IG Metall Offenbach
- أكسل تروست، عضو البوندستاغ، اقتصادي
- مانفريد كوبيك، سياسي سابق في الحزب الاشتراكي الديمقراطي، وعضو برلماني، ومؤسس حزب الاشتراكيين الديمقراطيين (DS)
- هانز والو، سياسي سابق من حزب الحزب الاجتماعي الديمقراطي SPD، عضو البوندستاغ
- بيتر فون أورتزن، عضو الحزب الاجتماعي الديمقراطي SPD، خلال الفترة 1946-2005 ؛ 2006 إنسحب من WASG
- إلمار ألتفاتر، عالم سياسي ألماني
- بيرند ريكسنجر، سياسي ألماني (Die Linke)
- توماس هندل، الممثل الأول المعتمد السابق لشركة IG Metall Fürth

## المنظمات القريبة من الحزب

### المؤسسات والمنشآت الأكاديمية
تُعتبر مؤسسة روزا-لوكسمبورغ (بالألمانية: Rosa-Luxemburg-Stiftung)، والمعروفة اختصاراً ب RLS، من المؤسسات اليسارية القريبة من حزب فاسْغْ اليساري والتي رافقت عملية دمج الحزب مع حزب بي.دي. إس إلى جانب الاتحاد التربوي المسمى اختصاراً زَالتز Salz بصفته اتحاد تعليمي قريب من فاسْغْ. وبينما يكون العمل التربوي السياسي لمؤسسة روزا لوكسمبورغ مكرس للعمل التربوي المحلي والإقليمي من خلال ما يسمى بنوادي مؤسسة روزا لوكسمبورغ RLS-Clubs، يعمل اتحاد زالتزالتعليمي من خلال دوائر تعليمية تسعى لتحقيق هدف مماثل، وقد جرت مناقشات عديدة لبحث إمكانية التعاون المشترك بين المؤسستين بعد عملية اندماج الحزبين.
اتحاد الشبيبة

لم يمتلك حزب فاسْغْ اليساري اتحاد شبيبة خاص به على مستوى ألمانيا الاتحادية ككل، وإنما اتحاد شبيبة قريب منه في ولايات تورينغن، وساكسن-أنهالت، وشلسفيغ-هولشتاين، وراينلاند-بفالتز، وبادن-فورتمبيرغ وبراندنبورغ وأجزاء من شمال الراين-ويستفاليا ويسمى سوليد [Solid بمعنى صلب أو متين] - الشبيبة الاشتراكية كاتحاد معترف به. في ولايتي بافاريا وشمال الراين-ويستفاليا وبريمن كانت توجد مجموعات شبابية تابعة للحزب والتي كانت تتعاون مع زولِيد. قبل دمج حزب وازغ مع حزب اليسار توحدت جميع الهياكل الشبابية واندمجت في شباب اليسار سوليد.

### الاتحاد الأكاديمي
في مايو 2007 أسست مجموعات أكاديمية قريبة من حزب وازغ وحزب بي.دي.إس مع مؤسسات أكاديمية أخرى اتحاد الطلبة الديموقراطي (بالألمانية: Sozialistisch-Demokratischer Studierendenverband (SDS)) وهو اتحاد يساري أطلق عليه اختصاراً Die Linke.SDS. وكانت تلك المجموعات الأكاديمية تشارك بشكل جماعي في الانتخابات الطلابية في العديد من الجامعات.

### تيارات وأجنحة الحزب
انبثقت عن حزب وازغ مجموعة من التيارات والاجنحة النشطة في إطار الحزب أهمها تيار «اليسار المناهض للرأسمالية» وتيار «اليسار الاشتراكي» الذي يمثل وجهات النظر اليسارية للكينزيانية والماركسية والاصلاحية الشيوعية.

## نبذة تاريخية

### من اتحاد إلى حزب في 2004/2005
انبثق حزب وازغ من «اتحاد الخيار البديل للعمل والعدالة الاجتماعية،» الذي تأسس في 3 يوليو 2004 وتكون من مجموعتين كان منبعها الفكري الديموقراطية الاجتماعية، وهي «الخيار البديل 2006» و «مبادرة العمل والعدالة الاجتماعية». وقد كانت عملية تأسيس الحزب مثيرة للانتباه منذ البداية كونها تزامنت مع ذروة احتجاجات يوم الإثنين ضد ما عُرف بأجندة 2010 وهارتز 5 (نقود البطالة).

#### تأسيس الحزب وتسميته
نهاية نوفمبر 2004 تم في مدينة نورنبرغ اتخاذ القرار بتأسيس الحزب، حيث أعلنت مجموعة من أعضاء مجلس الإدارة المؤقت سعيهم لتأسيس الحزب وعزمهم على المشاركة في انتخابات مجلس النواب الاتحادي البوندستاغ القادمة. وقد أراد الحزب بتوجهه اليساري أن يقدم نفسه كخيار انتخابي بديل للناخبين الغير راضين والمحجمين عن المشاركة في الانتخابات.
في ديسمبر تم التصويت على خطة تأسيس الحزب والذي حاز على موافقة أغلبية الأعضاء الحاضرين، وفي 22 يناير 2005 تم الإعلان رسمياً عن تأسيس الحزب في مدينة غوتينغن تحت مسمى «العمل والعدالة الاجتماعية - الخيار البديل،» ويُطلق عليه إختصتاراً أ.إس.جيASG. إلا أن أحد معاهد التأهيل والتدريب، وهو «ASG-Bildungsforum»، منتدى التعليم أ.إٍس.جي طعن لدى محكمة دوسلدورف في التسمية المختصرة للإسم كونها تتطابق مع تسميته، بعدها عدّل الحزب تسميته المختصرة إلى WASG.

### ممثلو الحزب في مجلس النواب الاتحادي بوندستاغ
انتُخب أعضاء حزب واسغ في انتخابات البوندستاغ عام 2005 عبر القوائم المفتوحة لحزب اليسار (وكان ذلك قبل دمج الحزبين في 2007) وبعد دخولهم البوندستاغ انضم أعضاء الحزب إلى كتلة اليسار في المجلس.

## مؤتمرات الحزب
| رقم. | المسند                              | موقعك                       |
| ---- | ----------------------------------- | --------------------------- |
| 1.   | 22 يناير 2005                       | جوتنجن                      |
| 2.   | 6. –8. مايو 2005                    | دورتموند                    |
| 3.   | 3 يوليو 2005                        | كاسل                        |
| –    | 4 مارس 2006                         | تم الإلغاء في 22 يناير 2006 |
| 4.   | 29. –30. أبريل 2006                 | لودفيجشافن على نهر الراين   |
| 5.   | 18. –19. تشرين الثاني (نوفمبر) 2006 | جيسيك إرينغرفيلد            |
| 6.   | 24-25 مارس 2007                     | دورتموند                    |
| 7.   | 15. يونيو 2007                      |                             |

## روابط إنترنت
- Findbuch Wahlalternative Arbeit und Soziale Gerechtigkeit (2004 bis 2007), Archiv Demokratischer Sozialismus der Rosa-Luxemburg-Stiftung